# Sauble River
Sauble River är ett vattendrag i Kanada.   Det ligger i provinsen Ontario, i den sydöstra delen av landet, 400 km väster om huvudstaden Ottawa.
I omgivningarna runt Sauble River växer i huvudsak blandskog. Runt Sauble River är det glesbefolkat, med 11 invånare per kvadratkilometer.